# Parola viaggiante
Una parola viaggiante o Wanderwort (tedesco; plurale Wanderwörter) è una parola, perlopiù relativa alla cultura materiale, che compare in un gran numero di lingue e in vaste aree geografiche.
Le Wanderwörter, per le loro caratteristiche, non possono essere usate per mostrare parentele genetiche linguistiche. Si tratta di parole legate a merci, vestiario ecc.
Termini equivalenti sono l'inglese migratory word e il francese mot voyageur.
Esempi di Wanderwörter sono arancia, cumino, cupreo (‘relativo al rame’), tè, vino, zenzero, zucchero.